# Baraka (krasspel)
Baraka is een krasspel, georganiseerd door de Nationale Loterij van België. Het spel werd gelanceerd op 3 oktober 2005. De naam is afkomstig van de Franse uitdrukking avoir la baraka, wat zoveel betekent als "mazzel hebben" of "een bofkont zijn". De Nationale Loterij had de naam al eerder gebruikt voor een ander spel, in de periode rond 1991-2, dat gekoppeld was aan een gelijknamig spelprogramma op de Belgische televisie.

## Spelformule[1]
Het krasspel Baraka is een "multigame", een combinatie van vier spellen op één biljet. Wanneer men bij meer dan één spel wint worden de winsten samengeteld. De maximale winst is 200.000 euro; een krasbiljet kost 4 euro.
De vier spellen zijn:
1. "Tafelvoetbal": op de afbeelding van een tafelvoetbaltafel zijn drie kraszones aangebracht met de opschriften "Uw score", "Score tegenstander" en "Winst". Als "uw score" hoger is dan de "score tegenstander", wint men het bedrag dat in "winst" is vermeld.
2. "Darts": de kraszone verbergt een afbeelding van een dartbord, waarop vijf "treffers" van een dartpijl zijn aangeduid. Als drie van de vijf treffers zich in dezelfde kring van het bord bevinden, wint men het bedrag dat in die kring vermeld staat.
3. "Dobbelspel": de kraszone verbergt de afbeelding van drie dobbelstenen. Men wint als men een van de volgende combinaties heeft gekrast:
- driemaal de 1: 1 euro;
- driemaal de 2: 2 euro;
- 1, 2 en 3 (in elke volgorde): 4 euro;
- 4, 5 en 6 (in elke volgorde): 500 euro;
- 1, 2 en 4 (in elke volgorde): 200.000 euro.

4. "Domino": vier kraszones verbergen de voorstelling van een dominosteen. Men wint als een van de dominostenen overeenkomt met een van de volgende mogelijkheden:
- beide helften van de dominosteen hebben 1 oog: 1 euro;
- beide helften 2 ogen: 2 euro;
- beide helften 3 ogen: 9 euro;
- beide helften 4 ogen: 50 euro;
- beide helften 5 ogen: 1.000 euro;
- beide helften 6 ogen: 200.000 euro.

## Winstverdeling
De winstkansen zijn als volgt:
Per 1 miljoen biljetten zijn er:
- 1 van 200.000 € (winstkans: 1 op 1 miljoen)
- 200 van 1.000 € (winstkans: 1 op 5.000)
- 200 van 500 € (winstkans: 1 op 5.000)
- 5.500 van 50 € (winstkans: 1 op 181,82)
- 8.000 van 15 € (winstkans: 1 op 125)
- 72.000 van 9 € (winstkans: 1 op 13,89)
- 215.000 van 4 € (winstkans: 1 op 4,65)

Er zijn in totaal 300.901 winnende biljetten per miljoen, wat betekent dat de kans op winst 1 op 3,32 is. In totaal zijn de winnende biljetten goed voor 2.403.000 euro; dit is 60,075 % van de inzet (à 4 euro per biljet).
De biljetten die 200.000, 1.000, 500 of 50 euro winst opleveren bevatten steeds één enkel winnend spel. 15 euro kan men winnen door een combinatie van drie of vier winnende spelen (resp. 9+4+2 euro en 9+2+2+2 euro). 9 euro kan men winnen met één winnend spel, met drie winnende spelen (4+4+1) of met vier winnende spelen (4+2+2+1). 4 euro kan men winnen met één winnend spel, met twee winnende spelen (2+2) of met drie winnende spelen (2+1+1 euro).

## Omzet
In 2006 was Baraka goed voor een omzet van ca. 3,8 miljoen euro.